# Bert Keyes
Bert Keyes, geboren als Ebert Adolphus Mahon (Brooklyn (New York), 11 september 1930 – Central Islip (New York), 21 juli 1987), was een Amerikaanse pianist, singer-songwriter en arrangeur.

## Biografie
Keyes werd voor het eerst bekend als begeleider van zangeres Ruth Brown eind jaren 1940, voordat hij samenwerkte met trompettist Taft Jordan. In 1953 benoemde George Goldner hem als A&R regisseur, muzikaal regisseur en arrangeur bij zijn nieuwe label Rama, waar hij de volgende vier jaar werkte met bands als The Crows, The Five Budds en The Blue Notes en nam hij verschillende nummers op als soloartiest, waaronder Write Me Baby (1954).
Daarna werd hij pianist en arrangeur van LaVern Baker bij Atlantic Records. Hij werkte ook voor verschillende andere labels als songwriter en arrangeur met muzikanten, waaronder Willie Bobo, Albert King, Eydie Gormé, Timi Yuro en Billy Bland, vaak samenwerkend met platenproducent Clyde Otis. Hij schreef samen met Nat King Cole de hit Angel Smile uit 1958 en arrangeerde de hit Mockingbird van Inez en Charlie Foxx uit 1963.
Als songwriter schreef Keyes meer dan 120 composities. Met Sylvia Robinson schreef hij samen Love on a Two-Way Street, voor het eerst opgenomen door Lezli Valentine bij het label All Platinum van Robinson in 1968 en later een charthit voor The Moments. De opname van The Moments werd in 2009 gesampled op Jay-Z en Alicia Keys' nummer één single Empire State of Mind. Keyes ging ook muziek componeren en arrangeren voor films en televisie, waaronder de animatiefilm Hugo de Hippo uit 1975. In 1979 schreef Keyes mee aan de musical But Never Jam Today, gebaseerd op het werk van Lewis Carroll. 

## Overlijden
Bert Keyes overleed in juli 1987 op 56-jarige leeftijd.
- Bibliothèque nationale de France: cb13800594h (data)
- Library of Congress Control Number: no92023375
- MusicBrainz: 8339f0eb-80a0-4c29-815c-f9b02a1d531d
- Virtual International Authority File: 29101416